# Ilsemann Keresztély
Ilsemann Keresztély (Eredeti név: Christian Ilsemann) (Kiel, 1850. február 20. – Budapest, 1912. június 4.) kertész, tájépítész, Budapest székesfőváros főkertésze 1892–1912 között.

## Élete

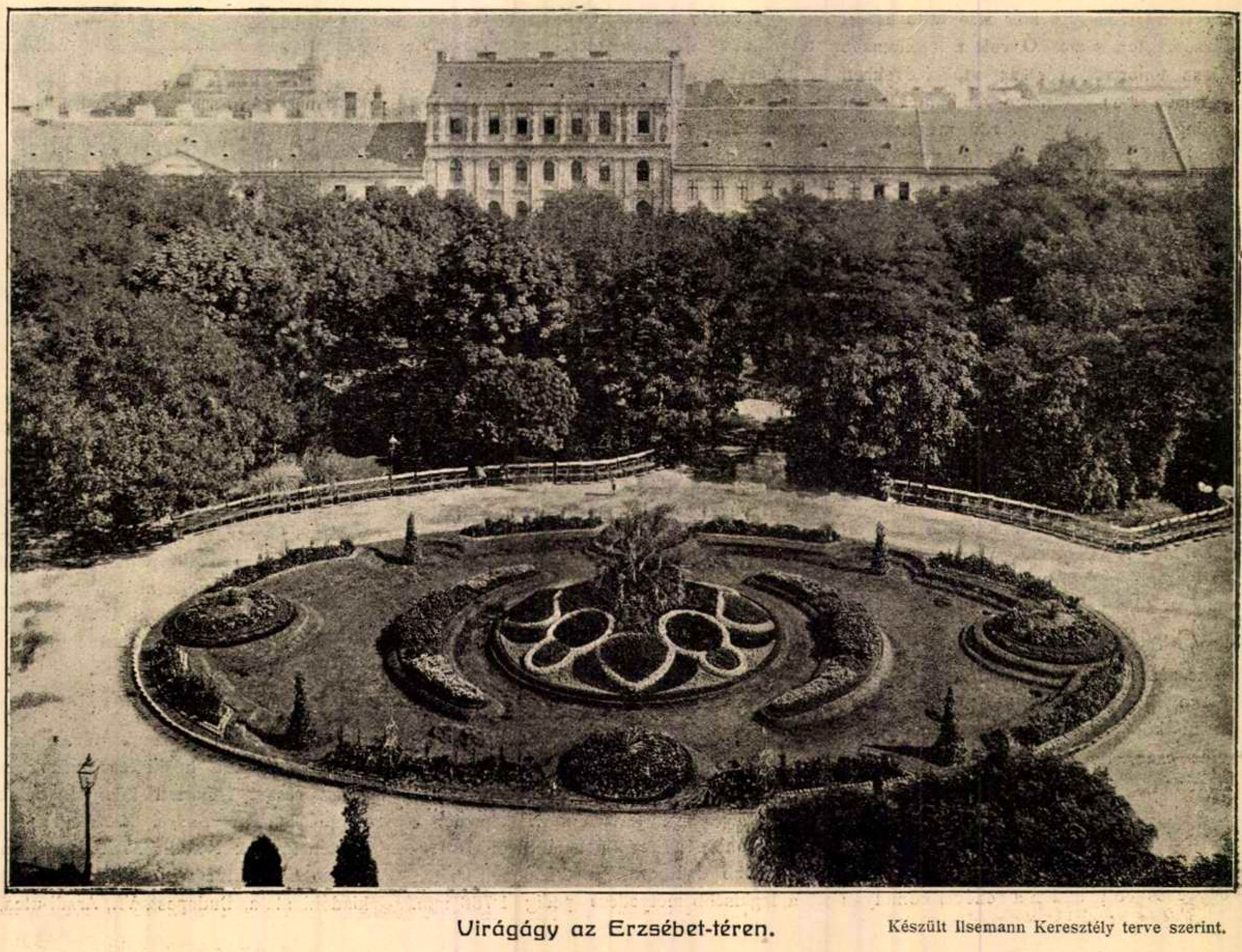

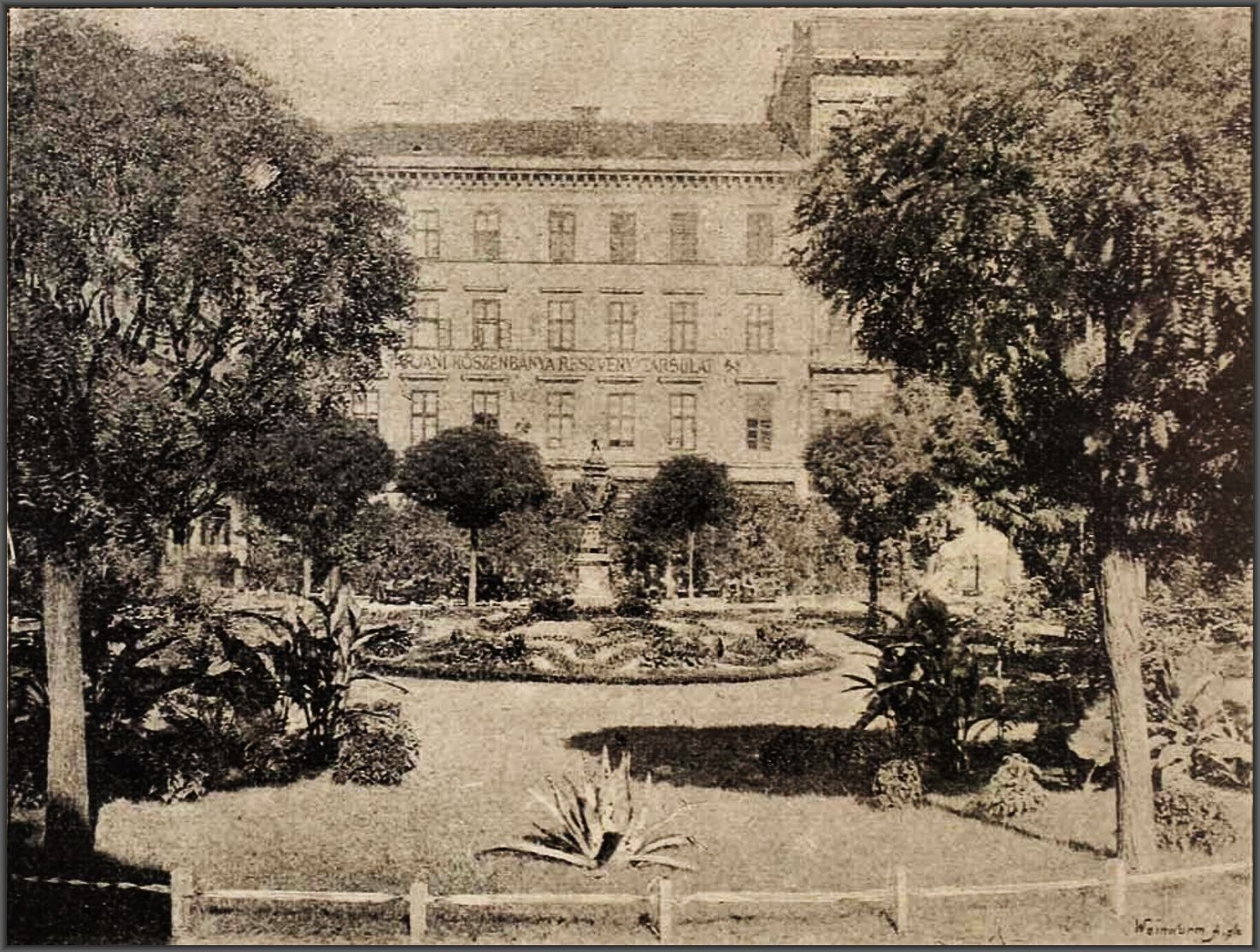
Modern virágágy a József téren, 1892. Weinwurm fotó

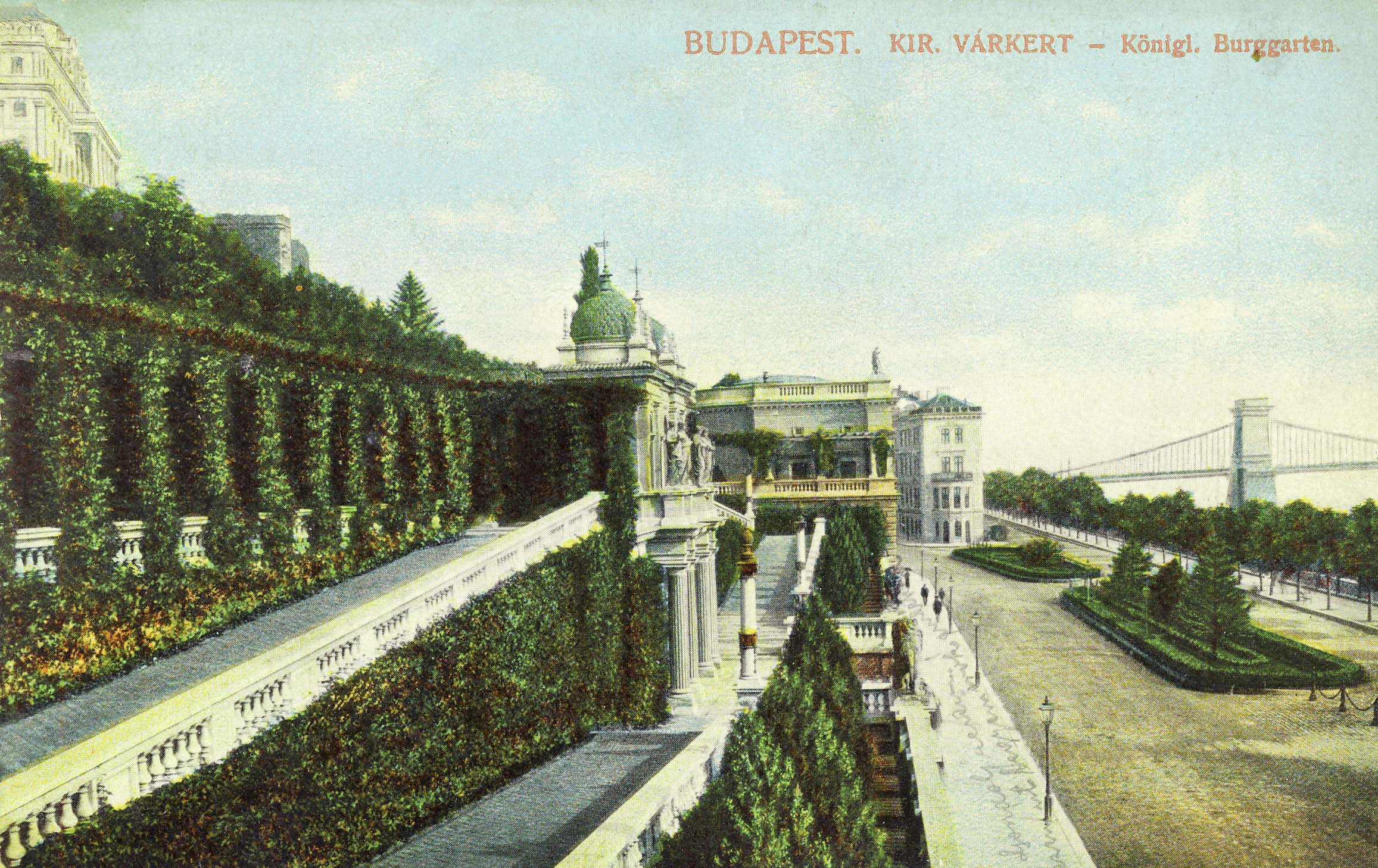
A Várkert bazár, 1908

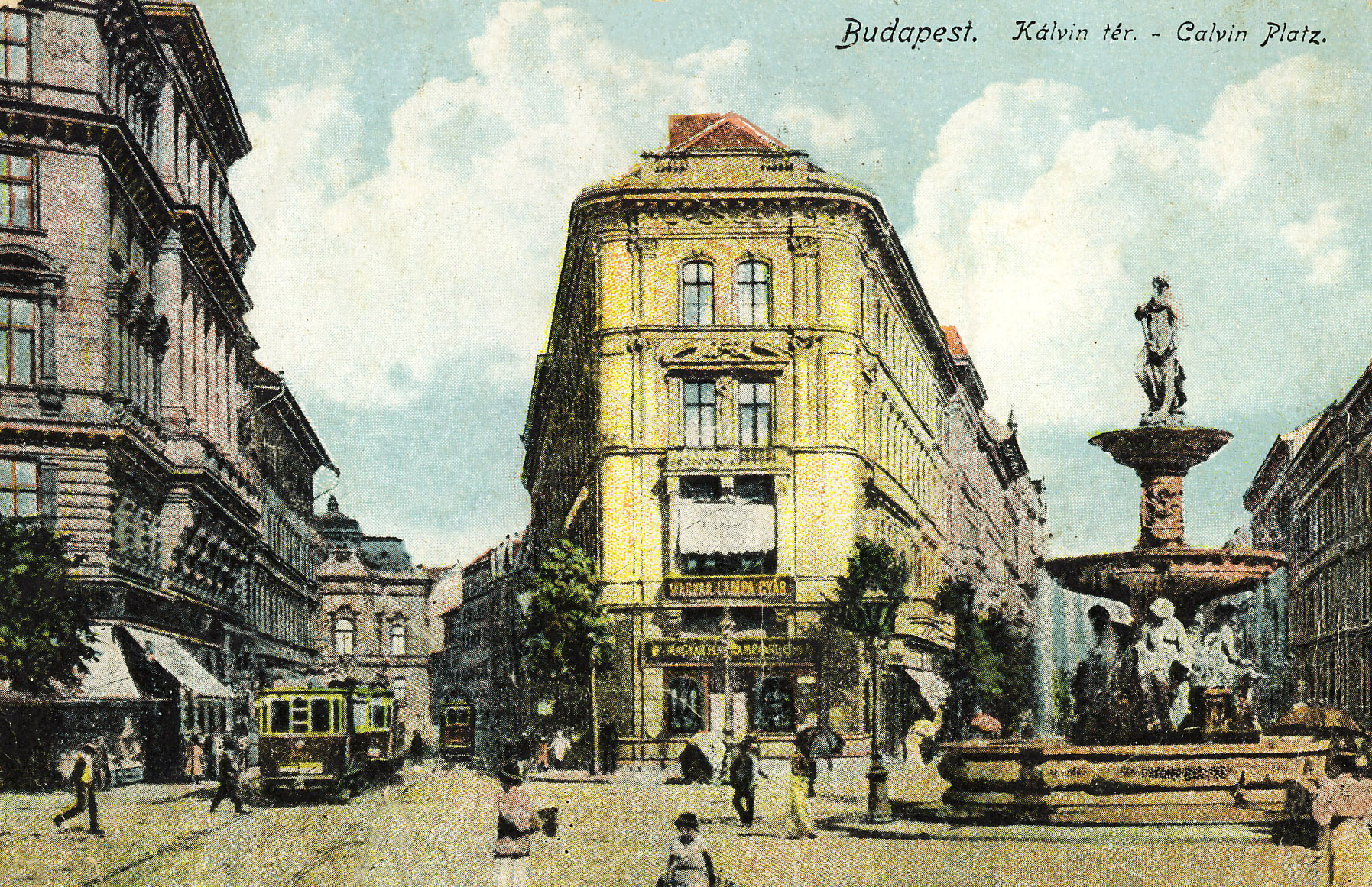
A Kálvin tér, 1910

A mai Szabad sajtó utca a Kossuth utcával, 1910. (Derzsi Elekes A.)

A Baross tér, 1910. (Derzsi Elekes A.)

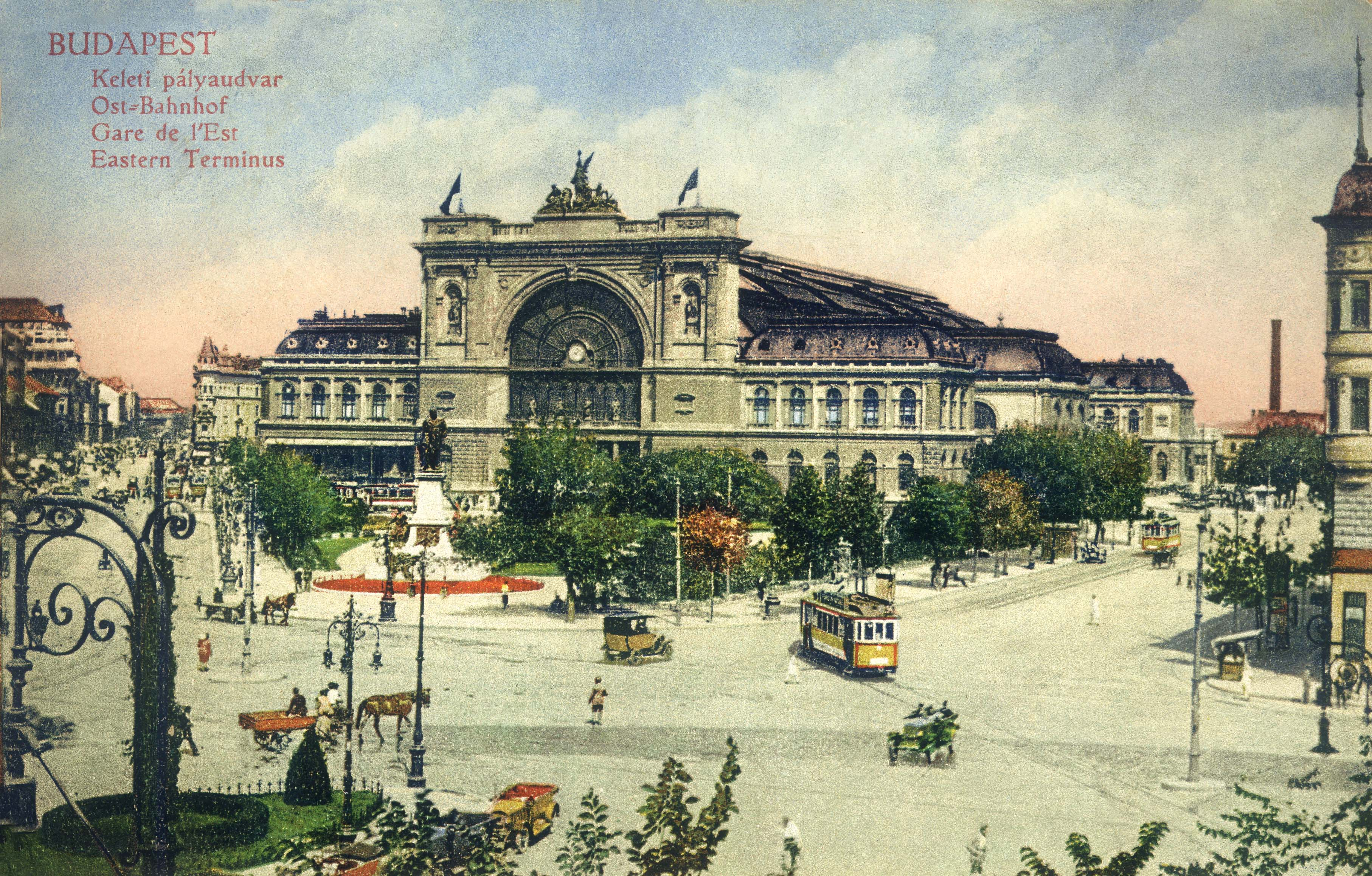
A Keleti pályaudvar, 1912

A Szabadság tér, 1914. (Derzsi Elekes A.)

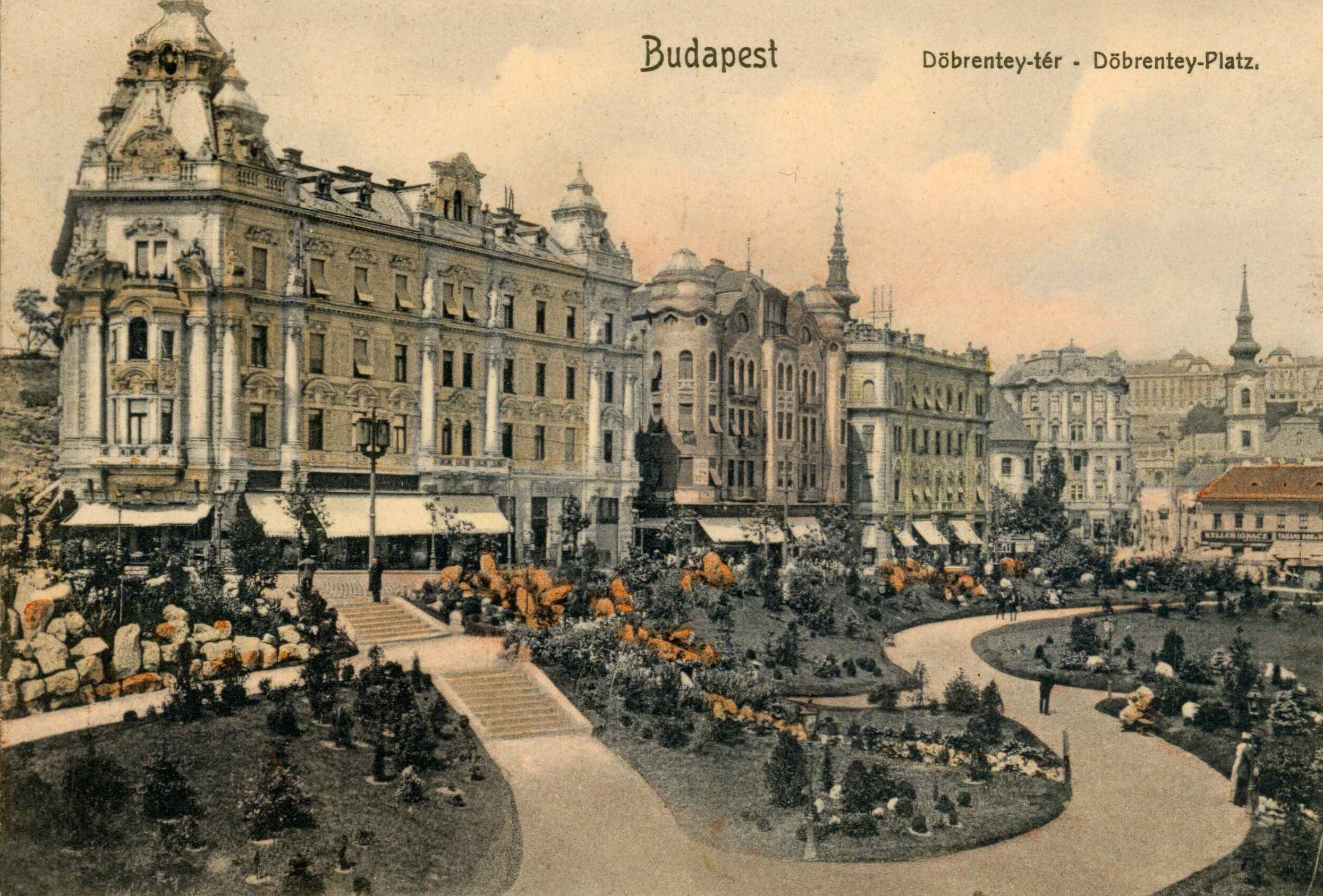
A Döbrentei tér, 1915

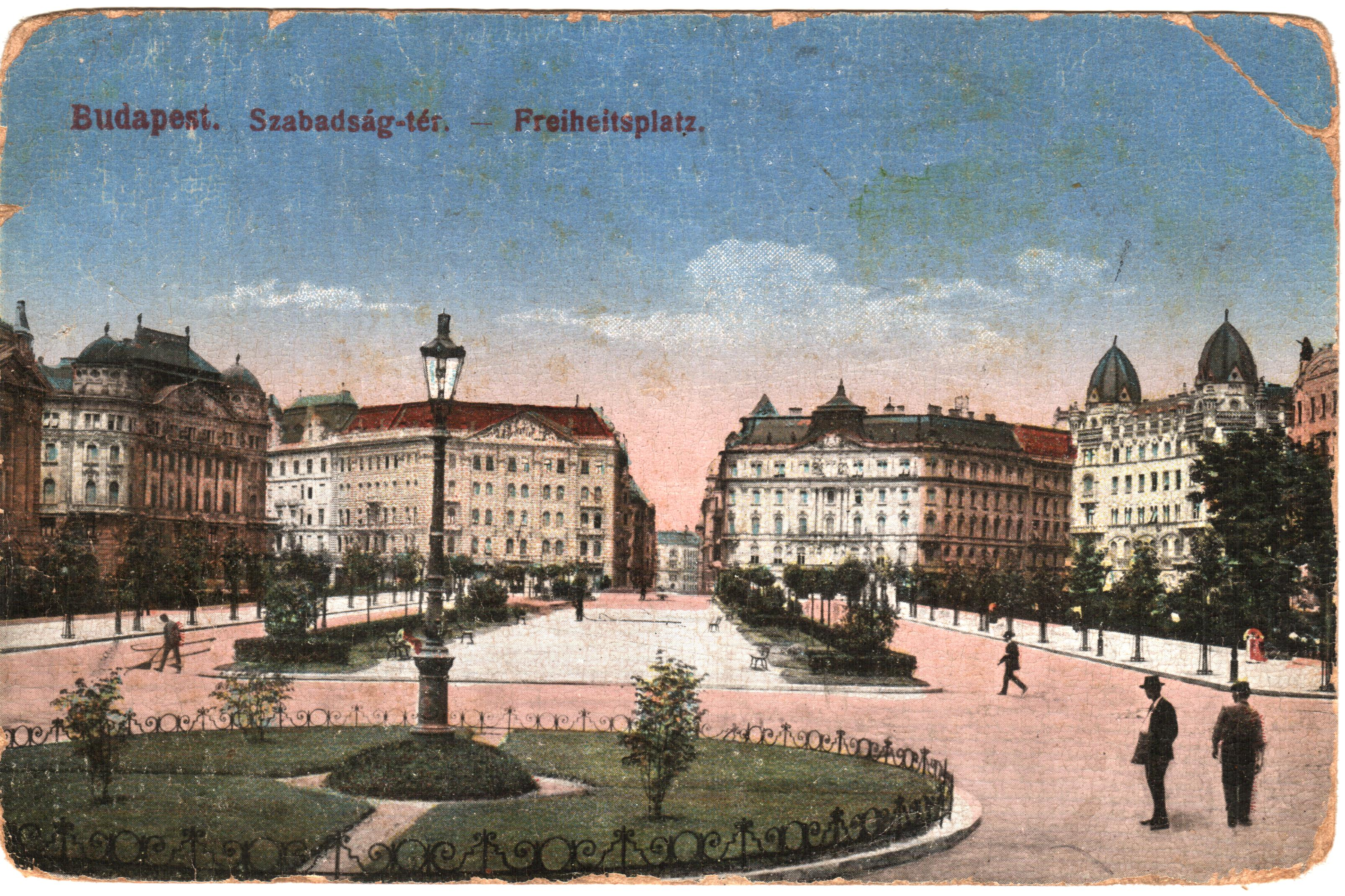
A Szabadság tér, 1916

A Vámház körút, 1916. (Derzsi Elekes A.)

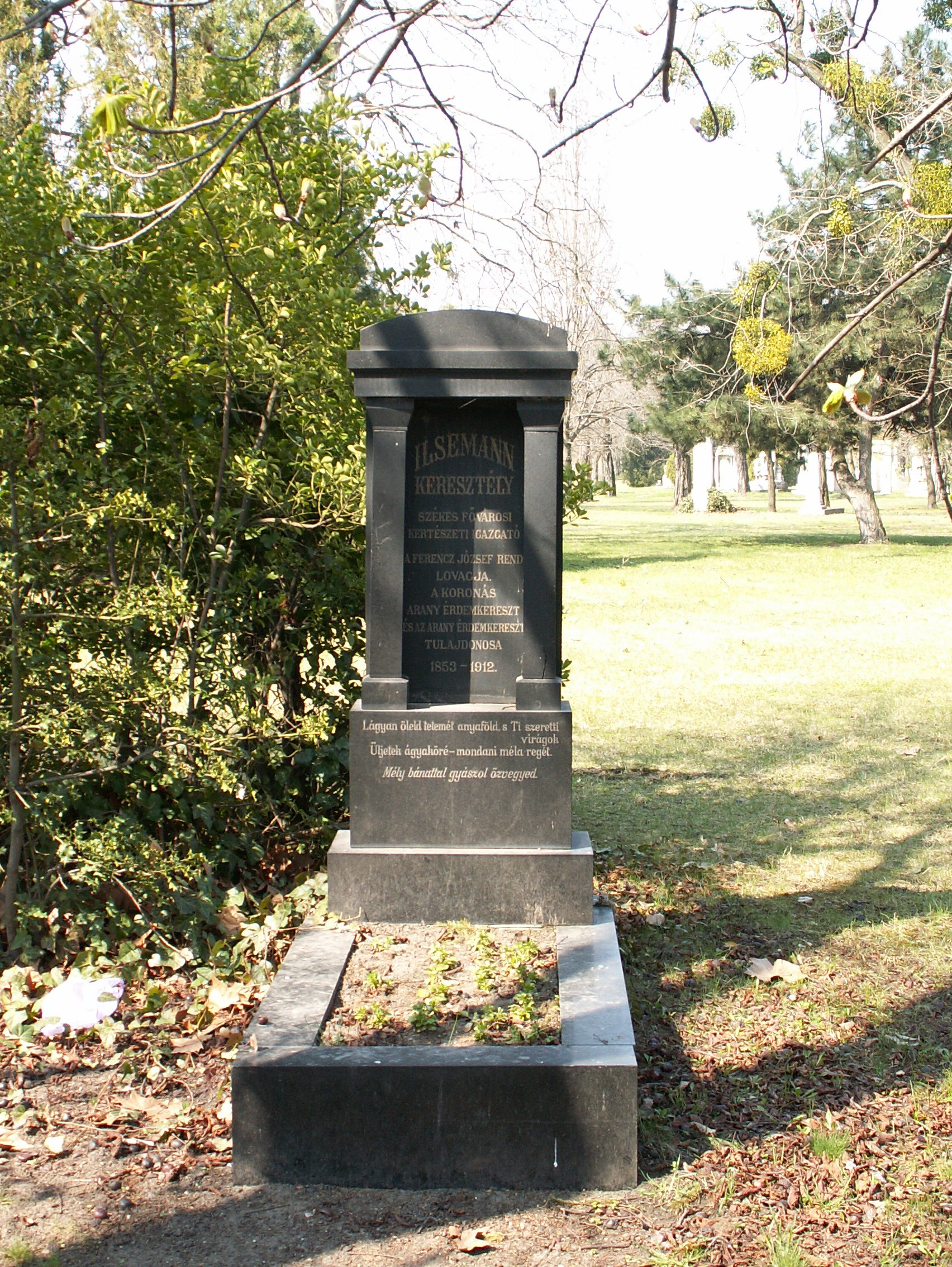
Sírja a Fiumei úti sírkertben, 2006 (10-1-58)

Kielben született, egy neves és jómódú kertészcsaládban. A főreáliskolát szülővárosában végezte el, utána három évig Hamburgban a Richers és Fia kertészeti vállalkozásnál szerezte meg a kertészeti szakmai ismereteket. A potsdami királyi kertekbe szerződtették (Sanssouci), majd a század egyik neves tájkertészéhez Hermann von Pückler-Muskau herceghez a Muskauba, és Branitzba került, ahol Eduard Petzold királyi kertigazgató mellett tanult tovább, Karl Kochtanár és Gottfried Kirchner arborétumkertész pedig a dendrologiával ismertették meg. Az itt kapott ajánló levelekkel Belgiumba, Louis van Houtte genti kertészetében, később Párizsban a Jardin des plantes-ban, majd pedig ugyanitt a Buttes Chaumont parkban dolgozott és szerzett újabb ismereteket. Két év után Angliába utazott, ahol növénytermesztéssel foglalkozott és a tájkertészetet tanulta. Keresményéből beutazta Keletet és 1873-ban Budapestre jött. Eleinte sok nehézséggel kellett megküzdenie, több uradalomban dolgozott, illetőleg újra járt Konstantinápolyban, és a Kaukázusban. 1879-ben a Magyaróvári magyar királyi Gazdasági Akadémia segédkertészi állására jelentkezett, mely Villási Pál Keszthelyre helyezésével ekkor ürült meg. Az állampolgári jogok megszerzése után főkertésszé léptették elő. Magyaróváron az addigi haszonnövény- és gyümölcstermesztés mellé a dísznövénytermesztést is beemelve, faiskola létesítésével foglalkozott: arborétumot, mintagyümölcsöst (mint arról annak fennmaradt jegyzéke is tanúskodik), rozáriumot, egy fajtákban gazdag faiskolát (kb. 1500 fajta) és kertészetet vezetett. „Az ültetvények mintaszerű kezeléseért két ízben részesült a magyar földmivelési minisztérium elismerésében.”
Magyaróvári főkertész korában kezdett publikálni. Több éven át a Bécsben megjelenő Der Fruchtgarten eleinte társ, majd egyedüli szerkesztője volt. E német nyelvű lap a „Landes-Obstbauverein für Niederösterreich” (Alsó-Ausztriai Gyümölcstermelők Országos Egyesülete) és az „Obst bauverein für das Königreich Böhmen” (Cseh királyi Gyümölcstermesztők Egyesülete) hivatalos szaklapja volt, és Ilsemann Magyaróvárról szerkesztette. 1884-ben Magyaróváron az addig kétnyelvű (alternatív magyar–német) oktatás helyére a magyar került, számos magyarul nem tudó oktatónak távoznia kellett, Ilsemann magyar nyelvismerete miatt maradni tudott.
Fuchs Emil fővárosi kertész nyugalomba vonulása után, 1892-ben lett Budapest főkertésze. Budapesten sétányokat, parkokat létesített (lásd táblázat!). Ilsemann tevékenysége azonban nem csupán a fővárosra terjedt ki, így Darányi Ignác dunaörsi nagy parkjánál, báró Hatvani Sándor hatvani parkjánál és még más számos parknál és kertészetben érvényesítette kertészeti tudását és képességeit.
1896-ban a Millenniumi kiállítás kertészeti munkálatai Ilsemann, valamint ifjabb Pecz Ármin és L’Huillier István vezetésével folytak. A kiállítás miatt kb. 800 fát vágtak ki, annak bezárása után a park regenerációját és új sétányok nyitását Ilsemann végezte el, máig maradtak fenn az ő vonalvezetését követő fasorok, bár Ilsemann platánjainak egy részét 1987 nyarán kivágták a Városligetben a Kacsóh Pongrác út elején, az M3-as autópálya felé vezető szakaszon. „Örökségéből idővel elpusztult a virágágyas korzó a világító szökőkúttal és a kőbábos terasszal együtt, helyét ma nagy napozórét jelzi.”
1908-ban a Margit-sziget — amelyet a főváros József Ágost főhercegtől vett meg és nyilvános közkertté nyilvánított —, a Fővárosi Közmunkák Tanácsának kezelésébe került. Dendrológiai park jellegét már a főhercegek idején elnyerte, és Ilsemann ezt jelentősen továbbfejlesztette. Kibővítette az idősebb Magyar György által egykor létesített Rózsakertet is.
1910-től 1912-ig tartott a pesti állatkert kialakítása. (A főváros 1907-ben vette meg az 1865 óta itt lévő, a századfordulón csődbe jutott magánállatkertet.) A terület terveit Végh Gyula készítette, a növényzet telepítése pedig Ilsemann dolga volt.
Mindemellett folyamatosan végezte a Duna két partján a fasorok megújítását — a pesti oldalon az akácfák, a budain a vadgesztenyék domináltak —, valamint a Duna-hidak hídfőinek parkosítását.
1898-tól az Országos Magyar Kertészeti Egyesület főtitkára, az 1902. évi első nemzetközi kertészeti, az 1904. évi Magyar királyi Mezőgazdasági Múzeumban rendezett tavaszi virágkiállítás, és az 1910. évi Budapesti Nemzetközi Kertészeti Kiállítás szervezője volt. A Kertészeti Lapok főszerkesztőjeként számos tanulmányt írt, a cikkeit illusztráló rajzokat rendszerint maga készítette az általa megfigyelt növényekről. Egy ideig szerkesztette A Kert című lapot is.
„Kifejezéseit, ép ugy, mint a magánéletben, az írásban sem nagyon válogatta, és nézeteit nemegyszer bizonyos nyersességgel juttatta kifejezésre.”– írták róla nekrológjában. E megállapítás igazsága tárgyilagos ítéletű írásaiban is fellehető, melyek elütnek a századforduló szak- és hírlapirodalmában szokásos, szuperlatívuszokkal teletűzdelt stílustól.
„Ilsemann Keresztély, a Ferenc József-rend lovagja 1912. június 4-én halt meg. A főváros által felajánlott díszsírhelyen temették el a Kerepesi úti temető 10. parcellájában. Közvetlenül nagy elődje, Fuchs Emil mellett nyugszik. Sírkövén Arany János - egykor Tompa Mihály sírjára írt - versének utolsó két sora (kis változtatással) olvasható:"
»Lágyan öleld tetemét anyaföld, s ti szeretti virágok
Üljetek ágya köré, mondani méla regét.«
Mély bánattal gyászol özvegyed 
„Sajnálatos, hogy a főváros és a közvélemény mára szinte teljesen elfeledte őt: nincs utcája, neve pedig a bővített Budapest Lexikonban sem szerepel.” – írta Tóth Vilmos 2000-ben. Azóta a Népligetben egy sétány őrzi a nevét.

## Alkotásai
| Közterület neve                              | Mai név                | Mai kerület             | (1892–1912), ill. ismert év | Megjegyzés                                                                             |
| -------------------------------------------- | ---------------------- | ----------------------- | --------------------------- | -------------------------------------------------------------------------------------- |
| Állatkert                                    |                        | XIV.                    | 1907–                       | Parkírozása                                                                            |
| Állatkert Pálmaháza                          |                        | XIV.                    | 1912                        | Végh Gyula székesfővárosi mérnök, Räde Károly és Ilsemann munkája                      |
| Almássy tér                                  |                        | VII.                    |                             |                                                                                        |
| Bakáts tér                                   |                        | IX.                     | 1897–1899                   |                                                                                        |
| Baross tér                                   |                        | VII.                    | 1910–1911                   |                                                                                        |
| Bástya sétány és a Várhegy fásítása          |                        | I.                      | 1897–1899                   | A 19. században fásították a nyugati szakaszt, ma Tóth Árpád sétány                    |
| Bazilika környéke                            |                        | V.                      | 1910–1911                   |                                                                                        |
| Bihari úti faiskola                          |                        | X.                      | 1910                        |                                                                                        |
| Boráros tér                                  |                        | IX.                     | 1910–1911                   |                                                                                        |
| Corvin tér                                   |                        | I.                      | 1910–1911                   |                                                                                        |
| Döbrentei tér                                |                        | I.                      |                             |                                                                                        |
| Erzsébet tér                                 |                        | V.                      |                             |                                                                                        |
| Eskü tér                                     | Március 15. tér        | V.                      | 1910–1911                   |                                                                                        |
| Fővám tér                                    |                        | V. és IX.               | 1897–1899                   | Másik oldala IX. kerület                                                               |
| Gellért-hegy Duna-parti oldala               |                        | I, XI.                  | 1910–1911                   | 1902-ben létesítették a mesterséges vízesést.                                          |
| Hunyadi János úti parkok                     |                        | XI.                     | 1910–1911                   |                                                                                        |
| Hunyadi tér                                  |                        | VI.                     | 1897–1899                   |                                                                                        |
| Izabella tér                                 | Hevesi Sándor tér      | VII.                    | 1897–1899                   |                                                                                        |
| Jezsuita lépcső                              | Halász lépcső          | I.                      | 1910–1911                   |                                                                                        |
| József nádor tér                             |                        | V.                      | 1892                        |                                                                                        |
| Kálvária tér                                 |                        | VIII.                   |                             |                                                                                        |
| Kígyó tér                                    | Ferenciek tere         | V.                      | 1910–1911                   |                                                                                        |
| Klauzál tér                                  |                        | VII.                    | 1910–1911                   |                                                                                        |
| Liget tér                                    |                        | X.                      | 1898–1899                   | Megszűnt a park jellege.                                                               |
| Liszt Ferenc tér                             |                        | VI.                     | 1910–1911                   |                                                                                        |
| Lukács fürdő és Margit híd közötti park      | Germanus Gyula park    | II.                     | 1897–1899                   |                                                                                        |
| Mária Terézia tér                            | Horváth Mihály tér     | VIII.                   |                             |                                                                                        |
| Marczibányi téri park                        |                        | II.                     | 1897–1899                   |                                                                                        |
| Margit-sziget dendrológiai bővítése          |                        | XIII.; Fővárosi Önkorm. | 1908–                       | Kibővítette az id. Magyar György által létesített Rózsakertet is.                      |
| Mátyás tér                                   |                        | VIII.                   |                             |                                                                                        |
| Mechwart-liget                               |                        | II.                     | 1897–1899                   |                                                                                        |
| Népliget kialakítása                         |                        | X.                      | 1893–1902                   | Csaknem 300 holdas terület ekkor. 1910-re faiskolát hozott létre a közeli Bihari úton. |
| Népszínház környéke                          | Blaha Lujza tér        | VIII.                   | 1897–1899                   |                                                                                        |
| Pálffy tér                                   | Bem József tér         | II.                     |                             |                                                                                        |
| Rákóczi tér                                  |                        | VIII.                   | 1897–1899                   |                                                                                        |
| Rózsák tere                                  |                        | VII..                   | 1910–1911                   |                                                                                        |
| Rudolf tér                                   | Jászai Mari tér        | XIII.                   | 1910–1911                   |                                                                                        |
| Szabadság tér kialakítása az Újépület helyén |                        | V.                      | 1898–1899                   | Fásítási tervéről térképet is kiadott Ilsemann.                                        |
| Széna tér                                    |                        | II.                     |                             |                                                                                        |
| Szent Gellért tér                            |                        | XI.                     | 1910–1911                   |                                                                                        |
| Szent László tér                             |                        | X.                      | 1897–1899                   |                                                                                        |
| Szent Rókus Kórház előtti tér                |                        | VIII.                   | 1897–1899                   |                                                                                        |
| Szilágyi Dezső tér                           |                        | I.                      | 1910–1911                   |                                                                                        |
| Teleki László tér                            |                        | VIII.                   | 1910–1911                   |                                                                                        |
| Tisza Kálmán tér                             | II. János Pál pápa tér | VIII.                   | 1897–1899                   |                                                                                        |
| Városház utca. Városháza belső udvarai       |                        | V.                      | 1910–1911                   |                                                                                        |
| Városliget újjáalakítása                     |                        | XIV.                    | 1892–                       |                                                                                        |
| Vérmező kertészeti munkái                    |                        | I.                      | 1910–1911                   |                                                                                        |

A virágszőnyegek specialistájának tartották. Nem a geometrikus színeltérésekkel, hanem a növények eltérő jellegzetességeivel kialakított virágágyásaival nemzetközi hírnevet szerzett. Ilsemann a parkokat, ha lehetett, az akkor divatos platánsorok sétányához kapcsolódva tervezte, szívesen alkalmazta az egyes pázsitrészek elválasztására a hársfa-, illetve gömbakác-sorokat. Hasonló fák sorba ültetésével, virág- és cserjecsoportok elhelyezésével Budapest mai zöldterületeinek jelentős része az ő főkertészsége alatt épült ki. Bár ma már kevés munkája látható eredeti állapotában, a város mai arculatának kialakulását döntően befolyásolta. „Utódjára, Räde Károlyra sokkal kedvezőbb feltételeket hagyott, mint Fuchs egykor őrá”.

## Művei
- Ilsemann Keresztély: Díszkertészet. In: Matlekovits Sándor (szerk.): Magyarország közgazdasági és közművelődési állapota ezeréves fennállásakor és az 1896. évi ezredéves kiállítás eredménye 6. kötet (Budapest, 1897)
- Termesztési kísérletek paradicsommal a magyaróvári m. kir. Gazdasági Akadémia kísérleti telepén. Kertészeti Lapok, 1891. szeptember, 237–238. o.
- Modern virágágyak Budapest fö- és székváros sétaterein, Kertészeti lapok 7. évf. 10–11. szám - 1892. október–november, 262–265.; 292–293. o.
- Catalpa speciosa (Pompás trombitafa). A kert, 1895. július 1., 8. szám, 276. o.
- A Jacinthus szobában való tenyésztése. A kert, 1895. szeptember 15. 13. szám. 475–477. o.
- Diszcsoportjaink tulipánjai A kert, 1895. október 15., 15. szám. 558–560. o.
- A Cineraria hybrida fajtái, alkalmazása és tenyésztése. A kert, 1898. augusztus 1. 15. szám. 507–510. o.
- Salpiglossis. (Trombitavirág) A kert, 1896. február 1. 3. szám. 103–104. o.